# León Carrasco Amilibia
León Carrasco Amilibia (San Sebastián, 6 de junio de 1879 - Ibídem, 28 de julio de 1936) fue un militar español.

## Biografía
Ingresó en la Academia de Artillería de Segovia el 1 de septiembre de 1895, donde realizó sus estudios hasta 1899. En 1906 ascendió a capitán y en 1918 a comandante, en ambos casos por antigüedad. Tras salir de la Academia fue destinado a su ciudad natal, y de hecho realizó casi toda su carrera militar en San Sebastián. Durante la Revolución de 1934 mantuvo una actitud de firmeza frente a los intentos huelguistas y tras el fracaso de la revuelta presidió los consejos de guerra que se celebraron en la capital donostiarra. Según algunos autores, esta actuación le supuso ganarse no pocas enemistades entre la izquierda guipuzcoana. 
Tras la victoria del Frente Popular en las elecciones de febrero de 1936, Carrrasco Amilibia participó en la conspiración militar contra el gobierno, aunque éste mantuvo una actitud ambigua y dubitativa durante los preparativos de los conspiradores. Cuando se produce el golpe de Estado que daría lugar a la Guerra civil, Carrasco ostentaba el rango de coronel, estaba al mando del 3.er Regimiento de Artillería pesada y era comandante militar de San Sebastián. En los primeros momentos del golpe mantuvo una actitud poco clara ante la sublevación, y tras la rebelión de la guarnición donostiarra, Carrasco se unió a los militares alzados pero se retiró a los cuarteles de Loyola. La vacilación de Carrasco Amilibia permitió a las fuerzas de izquierdas y a los nacionalistas vascos poder organizarse y mantenerse firmes frente a las fuerzas rebeldes. La sublevación en San Sebastián pasó a estar dirigida principalmente por el teniente coronel José Vallespín, designado por el general Emilio Mola para tal fin. La rebelión militar en la capital guipuzcoana duró unos días, y tras su fracaso Carrasco Amilibia fue detenido por las fuerzas leales el 28 de julio y conducido a la Diputación provincial. Al parecer, esa misma noche fue sacado de la diputación y asesinado junto a las vías del tren, en las inmediaciones del llamado Puente de Hierro.

## Familia
Era hermano del también militar Víctor Carrasco Amilibia.